# Liliana Costa dos Santos
Liliana Costa dos Santos (ur. 5 sierpnia 1988) – portugalska zapaśniczka walcząca w stylu wolnym. Zajęła osiemnaste miejsce na mistrzostwach świata w 2011. Ósma na mistrzostwach Europy w 2016. Trzynasta na igrzyskach europejskich w 2015. Mistrzyni śródziemnomorska w 2014 i 2015, a trzecia w 2011 roku.